# بوب ديفيدز
بوب ديفيدز (بالإنجليزية: Bob Davids)‏ هو صحفي رياضي أمريكي، ولد في 19 مارس 1926، وتوفي في 10 فبراير 2002 بسبب سرطان المثانة.

## وصلات خارجية
- بوب ديفيدز على موقع جمعية أبحاث البيسبول الأمريكية (الإنجليزية)